# Jorge-Maria Hourton Poisson
Pour les articles homonymes, voir Poisson (homonymie).
Jorge-Maria Hourton Poisson, né Georges-Marie Hourton le 27 mai 1926 à Saubusse dans les Landes en France, et mort le 5 décembre 2011 à Santiago du Chili, est un évêque catholique français, évêque auxiliaire de plusieurs diocèses chiliens de 1969 à 2001.

## Biographie
Il est ordonné prêtre le 24 septembre 1949 à Santiago du Chili.
Le 5 février 1969, le pape Paul VI le nomme évêque auxiliaire de Puerto Montt au Chili, avec le titre d'évêque titulaire (ou in partibus) de Materiana (de). Il est consacré le 20 avril suivant par Alberto Rencoret Donoso (es) avec comme co-consécrateurs Emilio Tagle Covarrubias (es) et Carlos González Cruchaga (es).
le 18 février 1974, il est nommé évêque auxiliaire de Santiago du Chili, puis, le 11 février 1992, évêque auxiliaire de Temuco.
Ayant atteint la limite d'âge, il s'est retiré le 21 septembre 2001.